# Marta Sammartini
Marta Sammartini (Belluno, 4 aprile 1900 – Pieve di Soligo, 15 maggio 1954) è stata una scultrice e pittrice italiana. Fu una delle rare scultrici del periodo interbellico.

## Biografia
Nacque in una famiglia signorile erede dei Balbi Valier, che si divideva tra la residenza di Venezia (dove trascorse la giovinezza) e la villa di Pieve di Soligo (dove allestì il proprio studio).

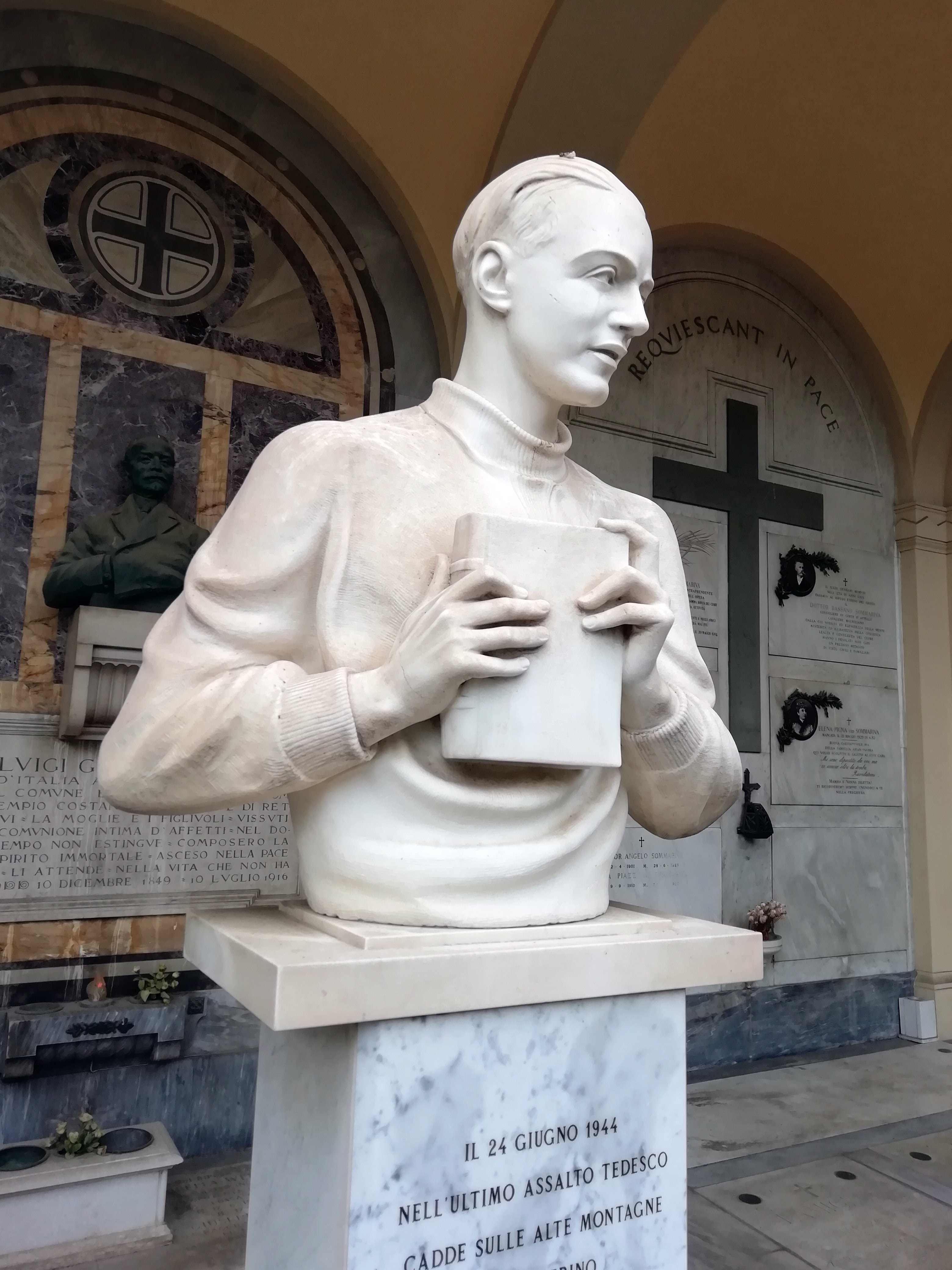
Busto di Luigi Giovannini nella Certosa di Bologna

Dimostrò la propria predisposizione per il disegno e la scultura sin da bambina, ricevendo lezioni private. Dal 1913 studiò al ginnasio, ma frequentò anche lo studio di Annibale De Lotto, titolare della cattedra di scultura all'Accademia di Belle Arti.
Nelle opere giovanili della scultrice predominò la ricerca del vero e una propensione figurativa che rivelano l'influenza del maestro.
Durante la Grande Guerra l'artista si concentrò sulla rappresentazione della sofferenza umana a cui stava assistendo. Testimone diretta dei tragici eventi seguiti alla disfatta di Caporetto (in quel periodo soggiornava a Pieve di Soligo), compose scene di battaglia e di trincea che «anticipano, in particolare nella tipologia iconografica, alcuni lavori monumentali del primo dopoguerra».
Tra il 1917 e il 1940 Sammartini partecipò ad alcune grandi esposizioni del suo tempo.
Nel 1920 espose alla Biennale di Venezia un bronzo intitolato Prepotenza e la sua vena appare «fresca a movimentata, con vivaci accenti drammatici». L'anno seguente il suo Ritratto della signora Marigonda in bronzo fu presentato alla prima Biennale di Napoli.
Tra le sue opere si segnalano alcuni autoritratti e si ricorda Scherma, scultura esposta a San Remo nel 1938. Nel 1948 realizzò il busto per il cippo Giovannini alla Certosa di Bologna.
Allieva del pittore Carlo Legnani (1852 - 1938), nel corso della sua vita la sua produzione artistica spaziò oltre la scultura, andando dalla grafica, all'illustrazione, ai figurini di moda. Sammartini sperimentò anche il dipinto su ceramica.
Nell'ultimo periodo della sua vita, entrata nel terzo ordine francescano, realizzò principalmente opere a tema sacro.
L'artista morì nel 1954.
Nel 2009 il comune di Bassano del Grappa le ha dedicato una mostra personale.